# Yōji Kuri
Pour les articles homonymes, voir Kuri (homonymie).
Yōji Kuri (久里 洋二, Kuri Yōji), né le 9 avril 1928 à Tokyo et mort le 24 novembre 2024 dans la même ville, est un réalisateur de films d'animation et un auteur de mangas japonais.

## Biographie
Enfant d'un officier de l'armée impériale, Yōji Kuri abandonne, à la fin de la guerre, la carrière militaire pour se consacrer au dessin. Il publie son premier album de dessin humoristique en 1958. Son talent éclectique lui permet d'aborder la peinture, la sculpture puis le cinéma d'animation. En 1960, il réalise et produit son premier dessin animé Fashion. il fonde en 1961 son studio indépendant dans le cadre duquel il réalisera plus de 3 000 films (selon ses dires) jusqu'à aujourd'hui. Son œuvre tout entière tourne autour du thème du désespoir existentiel qu'il exprime avec un humour cynique, un sens féroce de l'absurde.
Il meurt à Tokyo de causes naturelles le 24 novembre 2024,.

## Filmographie

### Département animation

#### Courts-métrages
- 1964 : Love
- 2003 : Jours d'hiver

### Réalisateur

#### Courts-métrages
- 1960 : Nihiki no sanma
- 1962 : Clap Vocalism
- 1964 : Aos
- 1964 : Love
- 1965 : The Window
- 1965 : Tonari no Yaro
- 1967 : The Room
- 1967 : Au Fou!
- 1968 : Love of Kemeko
- 1970 : The Bathroom
- 1974 : Pop

### Producteur

#### Courts-métrages
- 1964 : Love

### Scénariste

#### Courts-métrages
- 1970 : The Bathroom

## Distinctions
- 1963 : mention spéciale au festival d’Annecy pour son court-métrage Zoo humain[1]

- 1993 : le festival d’Annecy lui décerne un prix pour l’ensemble de sa carrière[1]

- 2017 : Grand Prix de l'Association des auteurs de bande dessinée japonais pour Crazy Manga[3]